# Harri Wessman
Harri Wessman, född 29 mars 1949 i Helsingfors, är en finländsk tonsättare.
Wessman var elev till Joonas Kokkonen. Han har undervisat i musikteori vid bland annat Sibelius-Akademin och har även verkat som musikkritiker och radioredaktör.
Som tonsättare är Wessman en tonalitetens förkämpe, vars tonspråk kännetecknas av en utpräglad lyriskt-melodisk ådra. En betydande del av hans produktion består av pedagogisk musik, inte sällan komponerad för musikskolor och -institut. På opuslistan finns bland annat barnbaletten Satumaan Päivikki (1987) och Ötökkäooppera (1998), ett stort antal concertinor för soloinstrument och kammar- eller stråkorkester samt kammar-, piano- och vokalmusik. Den för Tapiolakören skrivna Vesi väsyy lumen alle (1976) för barnkör, flöjt, piano och stråkar har blivit något av en modern klassiker.